# Spermacoce
Spermacoce is een geslacht uit de sterbladigenfamilie (Rubiaceae). Het geslacht telt ongeveer tweehonderdvijfenzeventig soorten die wereldwijd voorkomen in de (sub)tropen.

## Soorten (selectie)
- Spermacoce alata Aubl.
- Spermacoce assurgens Ruiz & Pav.
- Spermacoce brachysepala (Urb.) Alain in H.A.Liogier & L.F.Martorell
- Spermacoce capitata Ruiz & Pav.
- Spermacoce confusa Rendle
- Spermacoce densiflora (DC.) Alain
- Spermacoce ernestii Fosberg & Powell
- Spermacoce eryngioides (Cham. & Schltdl.) Kuntze
- Spermacoce exilis (L.O. Williams) C. Adams
- Spermacoce floridana Urb
- Spermacoce glabra Michx.
- Spermacoce keyensis Urb
- Spermacoce latifolia Aubl.
- Spermacoce neoterminalis Govaerts
- Spermacoce ovalifolia (M. Martens & Galeotti) Hemsl.
- Spermacoce prostrata Aubl.
- Spermacoce remota Lam.
- Spermacoce sintenisii (Urb.) Alain
- Spermacoce tenuior L.
- Spermacoce terminalis (Small) Kartesz & Gandhi
- Spermacoce tetraquetra A. Rich. -
- Spermacoce verticillata L.

... · 
Afrocanthium · 
Asperula (Bedstro) · 
Atractocarpus · 
Belonophora · 
Bouvardia · 
Breonadia · 
Byrsophyllum · 
Callipeltis · 
Cephalanthus (Kogelbloem) · 
Chassalia · 
Cinchona · 
Coffea (Koffie) · 
Coprosma · 
Cruciata · 
Deppea · 
Galium (Walstro) · 
Gardenia · 
Genipa · 
Morinda · 
Nertera · 
Pentas · 
Plocama · 
Portlandia · 
Psydrax · 
Richardia · 
Rothmannia · 
Rubia · 
Rutidea · 
Rytigynia · 
Sabicea · 
Sarcocephalus · 
Sericanthe · 
Sherardia · 
Spermacoce · 
Tarenna · 
Tricalysia · 
Uncaria · 
Vangueria · 
Virectaria ·  
Wendlandia · 
...